# Intel·ligència artificial forta
La intel·ligència artificial forta és aquella intel·ligència artificial que iguala o supera la intel·ligència humana — la intel·ligència d'una màquina que pot fer qualsevol tasca que un ésser humà pot. És un objectiu principal de la recerca en intel·ligència artificial i un tema important per a escriptors de ciència-ficció i futuristes. La intel·ligència artificial forta també s'anomena intel·ligència artificial general o com l'habilitat de dur a terme «accions intel·ligents generals». La ciència-ficció associa la IA forta amb trets humans com la consciència, sensibilitat, sapiència i autoconsciència.
Aquesta expressió, juntament amb el terme "IA dèbil" o "IA aplicada", fou originàriament emprada pel filòsof John Searle, qui en el seu article “Chinese Room Argument” va explicar que “segons la intel·ligència artificial forta, la simulació correcta [d'una consciència humana] realment és una ment. Segons la intel·ligència artificial dèbil, la simulació correcta és un model de la ment.” Dit d'una altra manera, la intel·ligència artificial dèbil aspira a crear un sistema que actuï com una persona sense pretendre desenvolupar una consciència artificial; en el cas de la intel·ligència artificial forta, en canvi, el projecte essencial a posar en marxa és la reproducció de la ment humana en un programa computacional, la qual, segons els partidaris d'aquesta idea, constituiria una entitat conscient en si mateixa i no pas una mera simulació.

## Qüestions ètiques i filosòfiques
Una cosa important a destacar és que el sorgiment i aplicació d'aquesta mena d'intel·ligència artificial suposaria nous problemes com les incògnites morals sobre la posició que hauríem de prendre com a éssers humans davant un ser que per la seva nova intel·ligència podria no considerar-se solament com una màquina més.
Una altra incògnita és si aquesta podria aconseguir un grau on arribi a tenir consciència, és a dir, una consciència emergent a partir de les interaccions que es produeixin dins del seu sistema complex que dona origen a la seva intel·ligència. No obstant això, actualment la consciència només la pot demostrar empíricament un a si mateix, les altres consciències només s'infereixen lògicament a partir d'existència d'un cervell biològic (no electrònic), el substrat del qual és igual al cervell de qui infereix la presència d'una consciència externa a la d'ell.

## Requisits
S'han proposat moltes definicions diferents d'intel·ligència (com per exemple, poder passar el test de Turing), però actualment no hi ha cap definició que satisfaci tothom. Tanmateix, hi ha un acord ampli entre investigadors d'intel·ligència artificial que la intel·ligència ha de poder fer el següent:
- raó, ús d'estratègia, solució de trencaclosques, i fer judicis sota incertesa;
- representació del coneixement, incloent coneixement de sentit comú;
- planificació;
- aprenentatge;
- comunicació en llenguatge natural;
- i integrar aquestes habilitats per a objectius comuns.

Altres capacitats importants inclouen la percepció (per exemple, veure-hi) i l'habilitat d'actuar (per exemple, moure i manipular objectes), Això també inclouria la capacitat de detectar i respondre a un perill. Algunes fonts consideren la "prominència" (la capacitat de reconèixer la importància) com a tret important. Es creu que la prominència forma part de com els humans avaluen les novetats, i és per tant important en cert grau, però necessàriament a nivell humà. Moltes aproximacions interdisciplinàries a la intel·ligència (per exemple, ciència cognitiva, intel·ligència computacional i presa de decisions) acostumen a emfatitzar la necessitat de considerar trets addicionals com la imaginació (l'habilitat de crear imatges mentals i conceptes que no estaven programats) i autonomia.
Tot i que existeixen sistemes basats en ordinador que mostren moltes d'aquestes capacitats (vegeu creativitat computacional, sistema de suport a la presa de decisions, robot, computació evolutiva, agent intel·ligent), encara no ho fan a nivells humans.
Hi ha altres aspectes de la ment humana a part de la intel·ligència que són rellevants per al concepte d'IA forta i tenen un paper important en ciència-ficció i l'ètica de la intel·ligència artificial:
consciència, sensibilitat i sapiència.
- consciència: tenir experiència subjectiva i pensament.
- autoconsciència: ser conscient d'un mateix com a individual separat, especialment ser conscient dels pensaments d'un mateix.
- sensibilitat: la capacitat de "sentir" percepcions o emocions subjectivament.
- sapiència: capacitat de la saviesa.

## Diferència entre IAG i IA
La intenció bàsica del sector de la IAG (intel·ligència artificial general) és assolir la implementació de la intel·ligència general (terme originat pel psicòleg Charles Spearman) en un sistema computacional. Pei Wang i Ben Goertzel consideren que la diferència clau entre ambdós conceptes es troba en la “finalitat i abast de la recerca.” Això vol dir que la intel·ligència artificial tracta propietats específiques en els seus projectes, com ara la capacitat d'aprenentatge lingüístic o reconeixement d'imatges, sense pretendre integrar-les en un sistema més ampli. Quan es parla d'intel·ligència artificial general, en canvi, es fa referència a empreses l'ambició de les quals abasta tota la complexitat de la intel·ligència humana.
És una causa comuna d'embolics el fet que el significat original d’intel·ligència artificial s'assimila més a l'actual intel·ligència artificial general que no pas a allò que avui dia s'entén, científicament, com a IA. Les habituals confusions que es produeixen entre els dos termes es deuen al fet que, originàriament, IA era un concepte dedicat al somni de moda de l'època (mitjans del segle xx): la consciència artificial. En aquell moment semblava un camp de recerca prometedor, però una vegada va ser evident que les expectatives posicionades sobre el sector eren desmesurades —i que, en el cas que realment fos possible assolir la consciència artificial, aquesta seria una meta molt més llunyana del que s'havia anticipat inicialment— la decadència en l'estudi d'allò que es coneixia amb el nom d'intel·ligència artificial fou notable.
Després del fracàs de la generació pionera d'investigadors, aquells que van romandre van majoritàriament traslladar la seva feina a altres matèries més assolidores com ara aspectes particulars de la intel·ligència, i no van tornar a tocar el repte de la consciència artificial. Així doncs, el terme intel·ligència artificial va cobrar un nou significat i un extens àmbit de recerca restà desprestigiat durant dècades.

## Diferència entre IAG iconsciència artificial
No hi ha cap garantia que el desenvolupament d'una intel·ligència artificial general impliqui el sorgiment de la consciència artificial, però aquesta tendeix a ser considerada la possibilitat més plausible. La raó per la qual es creu que el més probable és que l'existència d'un d'aquests conceptes porti inevitablement a l'altre deriva de com d'intrínsecament entrellaçades estan la consciència i la intel·ligència general. Peter Voss, professional dedicat al camp de la intel·ligència artificial general, justifica la coincidència fonamental de les qualitats necessàries per a desenvolupar tant un sistema IAG com una consciència artificial dient que les persones posseeixen “autoconsciència conceptual” (conceptes abstractes del “jo” físic i mental), característica que resultaria imprescindible en la IAG ja que aquesta hauria de “poder conceptualitzar quines accions ha pres, […] de quines accions és […] capaç, i quins són els seus efectes més probables.”

## Diferència entre IA feble i IA forta
La intel·ligència artificial feble és un tipus d'intel·ligència artificial de caràcter limitat que se centra en una tasca determinada o en resoldre problemes molt concrets. En contraposició a la intel·ligència artificial forta, que únicament existeix a la ciència-ficció, la intel·ligència artificial feble existeix a la vida real. Alguns exemples són els cotxes autònoms, els robots utilitzats a la medicina o els assistents virtuals, com Siri o Microsoft Cortana.
Pel que fa a l'aprenentatge, la intel·ligència artificial feble aprèn d'exemples similars, posseeix poques xarxes neuronals i no mostra flexibilitat; mentre que la intel·ligència artificial forta aprèn de la mateixa manera que l'ésser humà, comportament del qual són capaços d'imitar. Això permet que siguin flexibles, però alhora que la gran quantitat de xarxes neuronals que tenen poden entrar en conflicte.
Finalment cal afegir que mentre que la intel·ligència artificial feble és programada per un humà, la intel·ligència artificial forta és capaç d'autoprogramar-se.